# Charles Allen, Baron Allen of Kensington
Charles Allen, Baron Allen of Kensington, Kt., CBE (* 4. Januar 1957 in Lanark, Grafschaft Lanarkshire) ist ein britischer Geschäftsmann, Fernseh- und Rundfunkmanager und Politiker der Labour Party. Seit Oktober 2013 ist er als Life Peer Mitglied des House of Lords.

## Leben
Allen wurde in Schottland geboren. Er begann seine Berufslaufbahn 1974 als Finanzbuchhalter bei British Steel; dort arbeitete er fünf Jahre bis 1979. Von 1979 bis 1982 arbeitete er anschließend als stv. Audit Manager bei der TM Group Galagers plc. Von 1982 bis 1985 war er anschließend bei Grand Metropolitan plc beschäftigt, einer Kette, die Hotels, Ferienanlagen, Autovermietungen und Casinos betrieb; dort war er Direktor (Director) von Grand Metropolitan International Services Ltd. Er war Group Managing Director von Compass Vending and Grand Metropolitan Innovations Ltd (1986–1987), Managing Director von GIS Middle East Ltd (1987–1988) und, nach dem Aufkauf von Grand Metropolitan, Managing Director der Compass Group plc (1988–1991).
Seit Anfang der 1990er Jahre übernahm Allen zahlreiche weitere Führungspositionen in Wirtschaft und Industrie, insbesondere im Medienbereich. 1991 trat er bei dem Fernseh- und Medienkonzern Granada plc ein. Er war von 1996 bis 2000 CEO von Granada Television. Er wurde bei dem Grenada-Konzern auch Group Chief Executive. Allen spielte eine entscheidende Rolle bei der Übernahme von Forte Hotels (1997) und den Übernahmen von London Weekend Television (LWT) und Yorkshire-Tyne Tees Television in den Jahren 1994 bzw. 1999. 2001 schloss sich die Granada Group mit dem Medienkonzern Compass zusammen; es entstand Granada Compass. Diesem  Zusammenschluss folgte später die Aufsplittung in Granada Media plc und die Compass Group. Allen blieb bei Granada und wurde 2001, nach der Aufsplittung, Vorstandsvorsitzender (Executive Chairman) von Granada plc.; diese Funktion hatte er bis 2004 inne. Als Grenada plc sich in einem Joint Venture mit dem Medienkonzern Carlton Communications zusammenschloss, um ITV plc zu bilden, wurde Allen 2004 Chief Executive von ITV plc. In den Medien war anfänglich kritisiert worden, dass Allen über zu wenig Erfahrung auf dem Mediensektor verfüge, um die Chefposition bei ITV plc zu übernehmen. Im August 2006 kündigte ITV plc an, dass Allen nach 15 Jahren bei Granada ausscheiden werde. Allen führte ITC plc geschäftsführend bis Anfang 2007 weiter, bis durch Headhunter ein Nachfolger für ihn gefunden worden war.
Seit 2007 ist Allen Vorstandsvorsitzender (Chairman) von Global Radio UK Ltd., dem größten kommerziellen Radiosendernetzwerk in Großbritannien. 2008 wurde Allen Vorstandsvorsitzender (Chairman) bei der EMI Group; er war für den Konzern zuvor bereits mehrere Monate als Berater tätig gewesen. Bei EMI war er bis 2010 als Chairman tätig.

## Weitere Führungspositionen
Allen war außerdem Non-Executive-Director des Lebensmittelkonzerns Tesco plc (1999–2010).
Seit August 2013 ist er Vorstandsvorsitzender (Chairman) des dänischen Serviceunternehmens Integrated Service Solutions (ISS A/S); seit März 2013 gehörte er bereits dem Vorstand an.
Er ist (Stand: November 2013) Vorstandsvorsitzender (Chairman) der 2 Sisters Food Group und Non-Executive-Director des Medienkonzerns Virgin Media. Er ist weiters Chefberater (Senior Advisor) bei dem Investmentbanking- und Wertpapierhandelsunternehmen Goldman Sachs (Goldman Sachs Private Equity). Er war außerdem Chefberater (Chief Advisor) für das Britische Innenministerium.
Seit Januar 2013 war er Vorsitzender (Chairman) des British Red Cross; im Oktober 2013 erklärte Allen seinen Rücktritt als Vorsitzender des British Red Cross.
Allen war Vorsitzender der Commonwealth Games 2002 in Manchester und Non-executive Director des London Olympic Committee bei den Olympischen Sommerspielen 2012 in London. Am 25. Mai 2012 wurde er zum Bürgermeister (Mayor) des Olympischen Dorfes in London, für die Dauer der Sommerspiele 2012, ernannt.

## Politik/Mitgliedschaft im House of Lords
Im März 2012 wurde Allen von Ed Miliband, dem Vorsitzenden der Labour Party, zum Vorsitzenden des Parteivorstands (Chairman of the Executive Board of the Labour Party) ernannt.
Am 1. August 2013 wurde bekanntgegeben, dass Allen zum Life Peer ernannt und für die Labour Party Mitglied des House of Lords werden sollte. Am 2. Oktober 2013 wurde er formell zum Life Peer erhoben; er trägt den Titel Baron Allen of Kensington, of Kensington in the Royal Borough of Kensington and Chelsea. Er gehört dem House of Lords seit 2. Oktober 2013 formell an. Am 6. November 2013 wurde er – mit Unterstützung von Margaret Jay, Baroness Jay of Paddington und Melvyn Bragg, Baron Bragg – offiziell ins House of Lords eingeführt.

## Ehrungen und Auszeichnungen
Allen wurde 2003 in der alljährlichen New Year’s Honours-Liste zum Commander des Order of the British Empire ernannt, „in Anerkennung seiner Verdienste um die Commonwealth Games 2002“ (For services to the XVII Commonwealth Games).
2012 wurde er in der alljährlichen New Year’s Honours-Liste zum Knight Bachelor erhoben, „in Anerkennung seiner Verdienste um die Olympischen Sommerspiele 2012 und die Sommer-Paralympics 2012“ (For services to the 2012 Olympics and Paralympics).

## Privates
Allen ist homosexuell und lebt offen schwul. Zu seinen Hobbys gehören Theater und Reisen.
2008 wurde Allen in einer Umfrage der britischen Tageszeitung The Independent zu den einflussreichsten schwulen und lesbischen Menschen in Großbritannien gewählt. Charles Allen wurde auf Platz 22 erneut in die Liste aufgenommen; er verlor jedoch gegenüber seiner letzten Platzierung im Jahr 2006 sieben Plätze.